# Executable and Linkable Format
ELF (англ. Executable and Linking Format — формат исполнимых и компонуемых файлов) — формат исполняемых двоичных файлов, используемый во многих современных UNIX-подобных операционных системах, таких как FreeBSD, Linux, Solaris и др.

## История
Стандарт формата ELF изначально был разработан и опубликован компанией USL как часть двоичного интерфейса приложений операционной системы UNIX System V. Затем он был выбран комитетом TIS и развит в качестве переносимого формата для различных операционных систем, работающих на 32-разрядной аппаратной архитектуре Intel x86. ELF быстро набрал популярность и, после того как компания HP расширила формат и опубликовала стандарт ELF-64, распространился и на 64-разрядных платформах.

## Типы
Стандарт формата ELF различает несколько типов файлов:
- Перемещаемый файл — хранит инструкции и данные, которые могут быть связаны с другими объектными файлами. Результатом такой связи может быть совместно используемый объектный файл или исполняемый файл. К этому типу относятся объектные файлы статических библиотек.
- Совместно используемый объектный файл — также содержит инструкции и данные и может быть связан с другими перемещаемыми файлами и совместно используемыми объектными файлами, в результате чего будет создан новый объектный файл, либо при запуске программы на выполнение операционная система может динамически связать его с исполняемым файлом программы, в результате чего будет создан исполняемый образ программы. В последнем случае речь идет о совместно используемых библиотеках.
- Исполняемый файл — содержит полное описание, позволяющее системе создать образ процесса. В том числе: инструкции, данные, описание необходимых совместно используемых объектных файлов и необходимую символьную и отладочную информацию.

## Формат
Каждый ELF файл состоит из следующих частей:

### Заголовок файла
Заголовок файла (ELF Header) имеет фиксированное расположение в начале файла и содержит общее описание структуры файла и его основные характеристики, такие как: тип, версия формата, архитектура процессора, виртуальный адрес точки входа, размеры и смещения остальных частей файла. Заголовок имеет размер 52 байта для 32-битных файлов или 64 для 64-битных. Данное различие обуславливается тем, что в заголовке файла содержится три поля, имеющих размер указателя, который составляет 4 и 8 байт для 32- и 64-битных процессоров соответственно. Такими полями являются e_entry, e_phoff и e_shoff.
| Название     | Значение | Описание                 |
| ------------ | -------- | ------------------------ |
| ELFCLASSNONE | 0        | Некорректный класс       |
| ELFCLASS32   | 1        | 32-битный объектный файл |
| ELFCLASS64   | 2        | 64-битный объектный файл |

| Название    | Значение | Описание         |
| ----------- | -------- | ---------------- |
| ELFDATANONE | 0        | Некорректный тип |
| ELFDATA2LSB | 1        | Little Endian    |
| ELFDATA2MSB | 2        | Big Endian       |

| Название   | Значение |
| ---------- | -------- |
| EV_CURRENT | 1        |

| Название          | Значение | Описание                                       |
| ----------------- | -------- | ---------------------------------------------- |
| ELFOSABI_NONE     | 0        | UNIX System V ABI                              |
| ELFOSABI_HPUX     | 1        | HP-UX                                          |
| ELFOSABI_NETBSD   | 2        | NetBSD                                         |
| ELFOSABI_GNU      | 3        | Файл использует расширения GNU ELF (GNU/Linux) |
| ELFOSABI_SOLARIS  | 6        | Solaris                                        |
| ELFOSABI_AIX      | 7        | AIX                                            |
| ELFOSABI_IRIX     | 8        | IRIX                                           |
| ELFOSABI_FREEBSD  | 9        | FreeBSD                                        |
| ELFOSABI_TRU64    | 10       | Tru64 UNIX                                     |
| ELFOSABI_MODESTO  | 11       | Modesto                                        |
| ELFOSABI_OPENBSD  | 12       | OpenBSD                                        |
| ELFOSABI_OPENVMS  | 13       | OpenVMS                                        |
| ELFOSABI_NSK      | 14       | Non-Stop Kernel                                |
| ELFOSABI_AROS     | 15       | Amiga Research OS                              |
| ELFOSABI_FENIXOS  | 16       | FenixOS                                        |
| ELFOSABI_CLOUDABI | 17       | CloudABI                                       |
| ELFOSABI_OPENVOS  | 18       | OpenVOS                                        |
|                   | 64 - 255 | Зависимые от процессора значения               |

| Название     | Значение | Описание                 |
| ------------ | -------- | ------------------------ |
| ELFCLASSNONE | 0        | Некорректный класс       |
| ELFCLASS32   | 1        | 32-битный объектный файл |
| ELFCLASS64   | 2        | 64-битный объектный файл |

| Название    | Значение | Описание         |
| ----------- | -------- | ---------------- |
| ELFDATANONE | 0        | Некорректный тип |
| ELFDATA2LSB | 1        | Little Endian    |
| ELFDATA2MSB | 2        | Big Endian       |

| Название   | Значение |
| ---------- | -------- |
| EV_CURRENT | 1        |

| Название          | Значение | Описание                                       |
| ----------------- | -------- | ---------------------------------------------- |
| ELFOSABI_NONE     | 0        | UNIX System V ABI                              |
| ELFOSABI_HPUX     | 1        | HP-UX                                          |
| ELFOSABI_NETBSD   | 2        | NetBSD                                         |
| ELFOSABI_GNU      | 3        | Файл использует расширения GNU ELF (GNU/Linux) |
| ELFOSABI_SOLARIS  | 6        | Solaris                                        |
| ELFOSABI_AIX      | 7        | AIX                                            |
| ELFOSABI_IRIX     | 8        | IRIX                                           |
| ELFOSABI_FREEBSD  | 9        | FreeBSD                                        |
| ELFOSABI_TRU64    | 10       | Tru64 UNIX                                     |
| ELFOSABI_MODESTO  | 11       | Modesto                                        |
| ELFOSABI_OPENBSD  | 12       | OpenBSD                                        |
| ELFOSABI_OPENVMS  | 13       | OpenVMS                                        |
| ELFOSABI_NSK      | 14       | Non-Stop Kernel                                |
| ELFOSABI_AROS     | 15       | Amiga Research OS                              |
| ELFOSABI_FENIXOS  | 16       | FenixOS                                        |
| ELFOSABI_CLOUDABI | 17       | CloudABI                                       |
| ELFOSABI_OPENVOS  | 18       | OpenVOS                                        |
|                   | 64 - 255 | Зависимые от процессора значения               |

| Название              | Значение      | Описание                                   |
| --------------------- | ------------- | ------------------------------------------ |
| ET_NONE               | 0             | Неопределённый                             |
| ET_REL                | 1             | Перемещаемый файл                          |
| ET_EXEC               | 2             | Исполняемый файл                           |
| ET_DYN                | 3             | Совместно используемый объектный файл      |
| ET_CORE               | 4             | Core file                                  |
| ET_LOOS - ET_HIOS     | 65024 - 65279 | Зависимые от операционной системы значения |
| ET_LOPROC - ET_HIPROC | 65280 - 65535 | Зависимые от процессора значения           |

| Название          | Значение    | Описание                                             |
| ----------------- | ----------- | ---------------------------------------------------- |
| EM_NONE           | 0x0         | Неопределено                                         |
| EM_M32            | 0x01        | AT&T WE 32100                                        |
| EM_SPARC          | 0x02        | SPARC                                                |
| EM_386            | 0x03        | Intel 80386                                          |
| EM_68K            | 0x04        | Motorola 68000 (M68k)                                |
| EM_88K            | 0x05        | Motorola 88000 (M88k)                                |
| EM_IAMCU          | 0x06        | Intel MCU                                            |
| EM_860            | 0x07        | Intel 80860                                          |
| EM_MIPS           | 0x08        | MIPS                                                 |
| EM_S370           | 0x09        | IBM System/370                                       |
| EM_MIPS_RS3_LE    | 0x0A        | MIPS R3000 Little-endian                             |
|                   | 0x0B - 0x0E | Reserved for future use                              |
| EM_PARISC         | 0x0F        | Hewlett-Packard PA-RISC                              |
|                   | 0x10        | Reserved for future use                              |
| EM_960            | 0x13        | Intel 80960                                          |
| EM_PPC            | 0x14        | PowerPC                                              |
| EM_PPC64          | 0x15        | PowerPC (64-bit)                                     |
| EM_S390           | 0x16        | S390, including S390x                                |
| EM_SPU            | 0x17        | IBM SPU/SPC                                          |
|                   | 0x18 - 0x23 | Reserved for future use                              |
| EM_V800           | 0x24        | NEC V800                                             |
| EM_FR20           | 0x25        | Fujitsu FR20                                         |
| EM_RH32           | 0x26        | TRW RH-32                                            |
| EM_MCORE и EM_RCE | 0x27        | Motorola RCE                                         |
| EM_ARM            | 0x28        | ARM (up to ARMv7/Aarch32)                            |
| EM_OLD_ALPHA      | 0x29        | Digital Alpha                                        |
| EM_SH             | 0x2A        | SuperH                                               |
| EM_SPARCV9        | 0x2B        | SPARC Version 9                                      |
| EM_TRICORE        | 0x2C        | Siemens TriCore embedded processor                   |
| EM_ARC            | 0x2D        | Argonaut RISC Core                                   |
| EM_H8_300         | 0x2E        | Hitachi H8/300                                       |
| EM_H8_300H        | 0x2F        | Hitachi H8/300H                                      |
| EM_H8S            | 0x30        | Hitachi H8S                                          |
| EM_H8_500         | 0x31        | Hitachi H8/500                                       |
| EM_IA_64          | 0x32        | IA-64                                                |
| EM_MIPS_X         | 0x33        | Stanford MIPS-X                                      |
| EM_COLDFIRE       | 0x34        | Motorola ColdFire                                    |
| EM_68HC12         | 0x35        | Motorola M68HC12                                     |
| EM_MMA            | 0x36        | Fujitsu MMA Multimedia Accelerator                   |
| EM_PCP            | 0x37        | Siemens PCP                                          |
| EM_NCPU           | 0x38        | Sony nCPU embedded RISC processor                    |
| EM_NDR1           | 0x39        | Denso NDR1 microprocessor                            |
| EM_STARCORE       | 0x3A        | Motorola Star*Core processor                         |
| EM_ME16           | 0x3B        | Toyota ME16 processor                                |
| EM_ST100          | 0x3C        | STMicroelectronics ST100 processor                   |
| EM_TINYJ          | 0x3D        | Advanced Logic Corp. TinyJ embedded processor family |
| EM_X86_64         | 0x3E        | AMD x86-64                                           |
| EM_MCST_ELBRUS    | 0xAF        | Эльбрус (процессорная архитектура)                   |
| EM_TI_C6000       | 0x8C        | TMS320C6000 Family                                   |
| EM_AARCH64        | 0xB7        | ARM 64-bits (ARMv8/Aarch64)                          |
| EM_RISCV          | 0xF3        | RISC-V                                               |
| EM_BPF            | 0xF7        | Berkeley Packet Filter                               |
| EM_65816          | 0x101       | WDC 65C816                                           |

| Название   | Значение | Описание              |
| ---------- | -------- | --------------------- |
| EV_NONE    | 0        | Некорректное значение |
| EV_CURRENT | 1        | Текущая версия        |

### Таблица заголовков программы
Таблица заголовков программы содержит заголовки, каждый из которых описывает отдельный сегмент программы и его атрибуты либо другую информацию, необходимую операционной системе для подготовки программы к исполнению.
Данная таблица может располагаться в любом месте файла, её местоположение (смещение относительно начала файла) описывается в поле e_phoff заголовка ELF.
При анализе структуры заголовка программы можно обнаружить различное местоположение поля p_flags для 32- и 64-битных ELF файлов. Данное различие обуславливается выравниванием структуры для увеличения эффективности обработки.
| Название              | Значение                | Описание |
| --------------------- | ----------------------- | --- |
| PT_NULL               | 0                       | Заголовок не используется, остальные поля не определены. Данный тип позволяет включать в таблицу заголовков программы файла игнорируемые элементы. |
| PT_LOAD               | 1                       | Загружаемый сегмент, описываемый полями p_filesz и p_memsz. Байты из файла отражаются на сегменте в памяти. Если размер сегмента в памяти (p_memsz) больше размера сегмента в файле (p_filesz), дополнительные байты заполняются нулями (они следуют сразу за определенными в сегменте байтами). Размер сегмента в файле (p_filesz) не может быть больше размера сегмента в памяти (p_memsz). Заголовки программы загружаемых сегментов располагаются в таблице заголовков программ в порядке возрастания значения поля p_vaddr. |
| PT_DYNAMIC            | 2                       | Заголовок программы предоставляет информацию о динамической компоновке. |
| PT_INTERP             | 3                       | Заголовок программы предоставляет размер и местоположение пути (строки в стиле C с завершающим нулём) для запуска в качестве интерпретатора. Этот тип сегмента имеет смысл только для исполняемых файлов (хотя он может быть и в совместно используемом объектном файле); он не может встречаться более одного раза в файле. Если заголовок такого типа присутствует, он должен предшествовать любому заголовку программы загружаемого сегмента.                                                                                 |
| PT_NOTE               | 4                       | Заголовок программы определяет местоположение и размер вспомогательной информации. |
| PT_SHLIB              | 5                       | Этот тип сегмента зарезервирован, но его смысл не определён. Программы, содержащие заголовок программы этого типа, не соответствуют ABI. |
| PT_PHDR               | 6                       | Заголовок программы, если он присутствует, определяет местоположение и размер самой таблицы заголовков программы, как в файле, так и в образе памяти программы. Этот тип сегмента не может встречаться более одного раза в файле. Более того, он может встретиться только при наличии в файле таблицы заголовков программы. Если заголовок такого типа присутствует, он должен предшествовать любому заголовку программы загружаемого сегмента.                                                                                  |
| PT_TLS                | 7                       | Заголовок программы определяет шаблон Thread-Local Storage. Загрузчики ELF не должны поддерживать эту запись в таблице заголовков программ. |
| PT_LOOS - PT_HIOS     | 1610612736 - 1879048191 | Зависимые от операционной системы значения. |
| PT_LOPROC - PT_HIPROC | 1879048192 - 2147483647 | Зависимые от процессора значения. |

| Название    | Значение   | Описание                                                                               |
| ----------- | ---------- | -------------------------------------------------------------------------------------- |
| PF_X        | 0x1        | Разрешение на исполнение                                                               |
| PF_W        | 0x2        | Разрешение на запись                                                                   |
| PF_R        | 0x4        | Разрешение на чтение                                                                   |
| PF_MASKOS   | 0x0ff00000 | Все биты, включенные в это поле, определяют зависящие от операционной системы значения |
| PF_MASKPROC | 0xf0000000 | Все биты, включенные в это поле, определяют зависящие от процессора значения           |

### Таблица заголовков секций
Таблица заголовков секций содержит атрибуты секций файла. Данная таблица необходима только компоновщику, исполняемые файлы в наличии этой таблицы не нуждаются (ELF загрузчик её игнорирует). Предоставленную в таблице заголовков секций информацию компоновщик использует для оптимального размещения данных секций по сегментам при сборке файла с учётом их атрибутов.
| Название                | Значение                | Описание |
| ----------------------- | ----------------------- | --- |
| SHT_NULL                | 0                       | Заголовок не используется, остальные поля не определены. |
| SHT_PROGBITS            | 1                       | Секция содержит информацию, определённую программой, её формат и значение определяется программой единолично. |
| SHT_SYMTAB              | 2                       | Секция содержит таблицу символов. В настоящий момент в файле может быть только одна такая секция. |
| SHT_STRTAB              | 3                       | Секция содержит таблицу строк. Файл может иметь множество секций такого типа. |
| SHT_RELA                | 4                       | Секция содержит расширенную информацию о перемещениях. Файл может иметь множество секций такого типа. |
| SHT_HASH                | 5                       | Секция содержит таблицу хэшей символов. В настоящий момент в файле может быть только одна такая секция. |
| SHT_DYNAMIC             | 6                       | Секция содержит информацию о динамической компоновке. В настоящий момент в файле может быть только одна такая секция. |
| SHT_NOTE                | 7                       | Секция содержит информацию, которая каким-то образом отмечает файл. |
| SHT_NOBITS              | 8                       | Секция не занимает места в файле, в противном случае схожа с SHT_PROGBITS. |
| SHT_REL                 | 9                       | Секция содержит информацию о перемещениях. Файл может иметь множество секций такого типа. |
| SHT_SHLIB               | 10                      | Данный тип секции определён, но не имеет определённого значения. |
| SHT_DYNSYM              | 11                      | Секция содержит таблицу символов. В настоящий момент в файле может быть только одна такая секция. |
| SHT_INIT_ARRAY          | 14                      | Секция содержит массив указателей на функции инициализации программы. Функции не должны принимать аргументов и чего-либо возвращать. |
| SHT_FINI_ARRAY          | 15                      | Секция содержит массив указателей на функции финализации программы. Функции не должны принимать аргументов и чего-либо возвращать. |
| SHT_PREINIT_ARRAY       | 16                      | Секция содержит массив указателей на функции, вызываемые до вызова функций инициализации программы. Функции не должны принимать аргументов и чего-либо возвращать. |
| SHT_GROUP               | 17                      | В этой секции определяется группа секций. Группа секций представляет собой набор связанных секций, которые должны быть специальным образом обработаны компоновщиком. Такие секции могут быть только в перемещаемых объектных файлах (чьё поле e_type имеет значение ET_REL). Заголовок, определяющий группу секций, должен находиться в таблице секций до заголовков всех секций, включённых в определяемую группу. |
| SHT_SYMTAB_SHNDX        | 18                      | Секция связана с таблицей символов и необходима в том случае, если любой элемент этой таблицы ссылается на заголовок секции, имеющий индекс SHN_XINDEX (это происходит в том случае, если индекс секции настолько велик, что не вмещается в поле st_shndx). Секция содержит массив чисел типа Elf32_Word для ELF32 и Elf64_Word для ELF64. Каждый элемент этого массива соответствует записи в таблице символов, и располагается в соответствующем порядке. Эти элементы представляют собой индексы заголовков секций, с которыми связаны соответствующие символы. В том случае, если значение поля st_shndx соответствующего элемента таблицы символов равно SHN_XINDEX, элемент содержит настоящий индекс заголовка секции, в противном случае, элемент содержит 0. |
| SHT_LOOS - SHT_HIOS     | 1610612736 - 1879048191 | Зависимые от операционной системы значения. |
| SHT_LOPROC - SHT_HIPROC | 1879048192 - 2147483647 | Зависимые от процессора значения. |
| SHT_LOUSER - SHT_HIUSER | 2147483648 - 4294967295 | Зависимые от программы значения. Данные значения могут быть использованы обработчиками файлов формата ELF без конфликтов с определёнными в текущий момент значениями. |

| Размер                                  | Размер                  | Название | Назначение |
| ELF 32                                  | ELF 64                  | Название | Назначение |
| --------------------------------------- | ----------------------- | --- | --- |
| 4                                       | 4                       | ch_type | Алгоритм сжатия. \| Название \| Значение \| Описание \| \| --------------------------------------- \| ----------------------- \| --------------------------------------------------------------------------------------------------------------------- \| \| ELFCOMPRESS_ZLIB \| 1 \| Данные в секции сжаты с использованием алгоритма Zlib. Сжатые данные следуют сразу после заголовка и до конца секции. \| \| ELFCOMPRESS_LOOS - ELFCOMPRESS_HIOS \| 1610612736 - 1879048191 \| Зависимые от операционной системы значения. \| \| ELFCOMPRESS_LOPROC - ELFCOMPRESS_HIPROC \| 1879048192 - 2147483647 \| Зависимые от процессора значения. \| |
|                                         | 4                       | ch_reserved | Зарезервировано для будущего использования. |
| 4                                       | 8                       | ch_size | Размер в байтах декомпрессированной секции. |
| 4                                       | 8                       | ch_addralign | Необходимое для декомпрессированной секции выравнивание. |
| Название                                | Значение                | Описание | |
| ELFCOMPRESS_ZLIB                        | 1                       | Данные в секции сжаты с использованием алгоритма Zlib. Сжатые данные следуют сразу после заголовка и до конца секции. | |
| ELFCOMPRESS_LOOS - ELFCOMPRESS_HIOS     | 1610612736 - 1879048191 | Зависимые от операционной системы значения.                                                                           | |
| ELFCOMPRESS_LOPROC - ELFCOMPRESS_HIPROC | 1879048192 - 2147483647 | Зависимые от процессора значения.                                                                                     | |

| Название                                | Значение                | Описание |
| --------------------------------------- | ----------------------- | --- |
| ELFCOMPRESS_ZLIB                        | 1                       | Данные в секции сжаты с использованием алгоритма Zlib. Сжатые данные следуют сразу после заголовка и до конца секции. |
| ELFCOMPRESS_LOOS - ELFCOMPRESS_HIOS     | 1610612736 - 1879048191 | Зависимые от операционной системы значения.                                                                           |
| ELFCOMPRESS_LOPROC - ELFCOMPRESS_HIPROC | 1879048192 - 2147483647 | Зависимые от процессора значения.                                                                                     |

| Размер                                  | Размер                  | Название | Назначение |
| ELF 32                                  | ELF 64                  | Название | Назначение |
| --------------------------------------- | ----------------------- | --- | --- |
| 4                                       | 4                       | ch_type | Алгоритм сжатия. \| Название \| Значение \| Описание \| \| --------------------------------------- \| ----------------------- \| --------------------------------------------------------------------------------------------------------------------- \| \| ELFCOMPRESS_ZLIB \| 1 \| Данные в секции сжаты с использованием алгоритма Zlib. Сжатые данные следуют сразу после заголовка и до конца секции. \| \| ELFCOMPRESS_LOOS - ELFCOMPRESS_HIOS \| 1610612736 - 1879048191 \| Зависимые от операционной системы значения. \| \| ELFCOMPRESS_LOPROC - ELFCOMPRESS_HIPROC \| 1879048192 - 2147483647 \| Зависимые от процессора значения. \| |
|                                         | 4                       | ch_reserved | Зарезервировано для будущего использования. |
| 4                                       | 8                       | ch_size | Размер в байтах декомпрессированной секции. |
| 4                                       | 8                       | ch_addralign | Необходимое для декомпрессированной секции выравнивание. |
| Название                                | Значение                | Описание | |
| ELFCOMPRESS_ZLIB                        | 1                       | Данные в секции сжаты с использованием алгоритма Zlib. Сжатые данные следуют сразу после заголовка и до конца секции. | |
| ELFCOMPRESS_LOOS - ELFCOMPRESS_HIOS     | 1610612736 - 1879048191 | Зависимые от операционной системы значения.                                                                           | |
| ELFCOMPRESS_LOPROC - ELFCOMPRESS_HIPROC | 1879048192 - 2147483647 | Зависимые от процессора значения.                                                                                     | |

| Название                                | Значение                | Описание |
| --------------------------------------- | ----------------------- | --- |
| ELFCOMPRESS_ZLIB                        | 1                       | Данные в секции сжаты с использованием алгоритма Zlib. Сжатые данные следуют сразу после заголовка и до конца секции. |
| ELFCOMPRESS_LOOS - ELFCOMPRESS_HIOS     | 1610612736 - 1879048191 | Зависимые от операционной системы значения.                                                                           |
| ELFCOMPRESS_LOPROC - ELFCOMPRESS_HIPROC | 1879048192 - 2147483647 | Зависимые от процессора значения.                                                                                     |

| sh_type                | sh_link                                                                               | sh_info |
| ---------------------- | ------------------------------------------------------------------------------------- | --- |
| SHT_DYNAMIC            | Индекс заголовка секции таблицы строк, которая используется элементами данной секции. | 0 |
| SHT_HASH               | Индекс заголовка секции таблицы символов, к которой относится данная таблица хэшей.   | 0 |
| SHT_REL, SHT_RELA      | Индекс заголовка секции ассоциированной таблицы символов.                             | Индекс заголовка секции, к которой должны быть применены данные перемещения.                                       |
| SHT_SYMTAB, SHT_DYNSYM | Индекс заголовка секции ассоциированной таблицы строк.                                | На один больше, чем индекс последнего локального символа (STB_LOCAL) в таблице символов.                           |
| SHT_GROUP              | Индекс заголовка секции ассоциированной таблицы символов.                             | Индекс элемента в ассоциированной таблице символов. Имя указанного элемента предоставляет сигнатуру группы секций. |
| SHT_SYMTAB_SHNDX       | Индекс заголовка секции ассоциированной секции таблицы символов.                      | 0 |

## Утилиты
Существует множество утилит для работы с файлами формата ELF, основные из них содержатся в наборе программных инструментов GNU Binutils:
- elfedit — изменение заголовка файла ELF, часть набора GNU Binutils.
- objdump — вывод информации об объектных файлах (в том числе и ELF), часть набора GNU Binutils.
- readelf — вывод подробной информации об объектном файле формата ELF, часть набора GNU Binutils.
- elfdump — вывод информации о ELF файле, часть набора GNU Binutils.
- elfutils — альтернатива для GNU Binutils, официально доступна только для GNU/Linux, но существуют порты на другие операционные системы[4].
- file — вывод небольшого количества информации о файлах известных программе форматов (доступна для большинства UNIX-подобных операционных систем).